# Wandella australiensis
Espèce
Synonymes
- Filistata australiensis L. Koch, 1873

Wandella australiensis est une espèce d'araignées aranéomorphes de la famille des Filistatidae.

## Distribution
Cette espèce est endémique du Queensland en Australie.

## Description
Le mâle décrit par Magalhaes en 2016 mesure 2,98 mm.

## Étymologie
Son nom d'espèce, composé de australi[a] et du suffixe latin -ensis, « qui vit dans, qui habite », lui a été donné en référence au lieu de sa découverte.

## Publication originale
- L. Koch, 1873 : Die Arachniden Australiens. Nürnberg, vol. 1, p. 369-472 (texte intégral).